# Hyperolius frontalis
Hyperolius frontalis es una especie de anfibios de la familia Hyperoliidae.
Habita en República Democrática del Congo y Uganda.
Su hábitat natural incluye bosques tropicales o subtropicales secos y a baja altitud, montanos secos, ríos, pantanos y zonas previamente boscosas ahora degradadas.
Está amenazada de extinción por la pérdida de su hábitat natural.